# Hongchuan, Gansu
Hongchuan är en köping i nordvästra Kina. Den ligger i Cheng härad i staden Longnan i provinsen Gansu, omkring 320 kilometer sydost om provinshuvudstaden Lanzhou. Antalet invånare är 10 405. Befolkningen består av 5 101 kvinnor och 5 304 män. Barn under 15 år utgör 18,0 %, vuxna 15-64 år 72 %, och äldre över 65 år 9,0 %.